# Lower Hartshay
Lower Hartshay – wieś w Anglii, w hrabstwie Derbyshire, w dystrykcie Amber Valley.